# 井上祐子 (女優)
井上 祐子（いのうえ ゆうこ、1965年2月9日 - ）は、日本の女優、声優。

## 来歴
福岡県北九州市出身。
劇団テアトル・エコー養成所、劇団銅鑼を経てプロダクション・タンク所属。

## 人物
身長153cm。血液型はO型。
特技は歌。資格は損害保険特級資格、中型自動車免許。方言は小倉弁。
一男一女の母。
ドラマや舞台の方言指導をすることもある。

## 出演

### テレビドラマ
- AKBホラーナイト アドレナリンの夜（声の出演）
- MM9
- 霧の旗（鉄也の母親）
- ダメな私に恋してください（声の出演）
- DOCTORS〜最強の名医〜（方言指導）
- ぼくらの勇気 未満都市2017（声の出演）

### テレビアニメ
2013年
- 宇宙兄弟（堺さかこ）
- 神さまのいない日曜日（村人）
- NARUTO -ナルト- 疾風伝（コムシの母）

2014年
- トライブクルクル（お鶴さん）

2015年
- アクエリオンロゴス（清掃員A、ミホ）
- アルスラーン戦記（町民）
- トリアージX（木村）
- ブレイブビーツ（天宮唄子）

2016年
- 夏目友人帳 伍（サナ）
- パズドラクロス（おばさん）
- 名探偵コナン（2016年 - 2019年、大口浜子、南田シズ、大家さん）

2021年
- 名探偵コナン 警察学校編 Wild Police Story（食堂のおばちゃん）

### 劇場アニメ
- 宇宙兄弟#0（2014年、堺さかこ）
- BLAME!（2017年）

### ゲーム
- 大逆転裁判 -成歩堂龍ノ介の冒險-（2015年）
- ファイナルファンタジーXV（2016年、キミア・オーバンブラーレ）

### 吹き替え

#### 映画
- サニー 永遠の仲間たち
- スター・ウォーズ/最後のジェダイ
- スーパー・マグナム
- 戦場からのラブレター（ブリテン夫人）
- ニード・フォー・スピード
- パークランド ケネディ暗殺、真実の4日間（マーガレット・オズワルド〈ジャッキー・ウィーヴァー〉）
- マレフィセント（女中1）
- ラム・ダイアリー（シンバーガー夫人）
- ローン・レンジャー（ピラー）

#### テレビドラマ
- アンフォゲッタブル 完全記憶捜査
- エレメンタリー ホームズ&ワトソン in NY
- 溺れる女たち 〜ミストレス〜（エリザベス）
- オレンジ・イズ・ニュー・ブラック（ベル、ミスクローデッド）
- 救命医ハンク セレブ診療ファイル
- グレイズ・アナトミー 恋の解剖学（リディヌ）
- コペンハーゲン（ユヴオネ）
- コンバット・ホスピタル 戦場救命（パム）
- シェキラ!（ミチ）
- 清潭洞アリス（チョソ女史）
- 相続者たち（ヒナム）
- その冬、風が吹く（ジンソン母）
- 大風水（ミョンドク太后）
- 跳べ!ロックガールズ〜メダルへの誓い
- トライアングル（ミン社長）
- パレーズ・エンド（マーチャント）
- プライベート・プラクティス 迷えるオトナたち（ミーガン）
- マッドメン（マリー）
- ヤング・ドクター（エレナ）
- リンガー 〜2つの顔〜
- LEFTOVERS/残された世界（ロクサーナ）
- LAW & ORDER：LA
- LAW&ORDER:クリミナル・インテント
- 私はラブ・リーガル
- ワンス・アポン・ア・タイム（ラプンツェルの母）

#### アニメ
- オーバー・ザ・ガーデンウォール（アデレード）
- ガーフィールド・ショー（女王）
- サラとダックン

### ボイスオーバー
- カラフル!
- BS世界のドキュメンタリー
- 毛沢東の冷戦時代

### ラジオ
- FMシアター つづれおり

### 方言指導
- 運命の人
- 聖女
- 火の記憶
- ランナウェイ〜愛する君のために

### VP
- 行政相談員
- コスモ石油
- みんなで考える防火安全の知恵!

### 舞台
- 明日へ出発（カーチャ）
- あっぱれクライトン
- 暮らしの詩（上林陽子）
- センポ・スギハァラ（モイシェ）
- 燃える雪